# المساهمة البولندية في الحرب العالمية الثانية

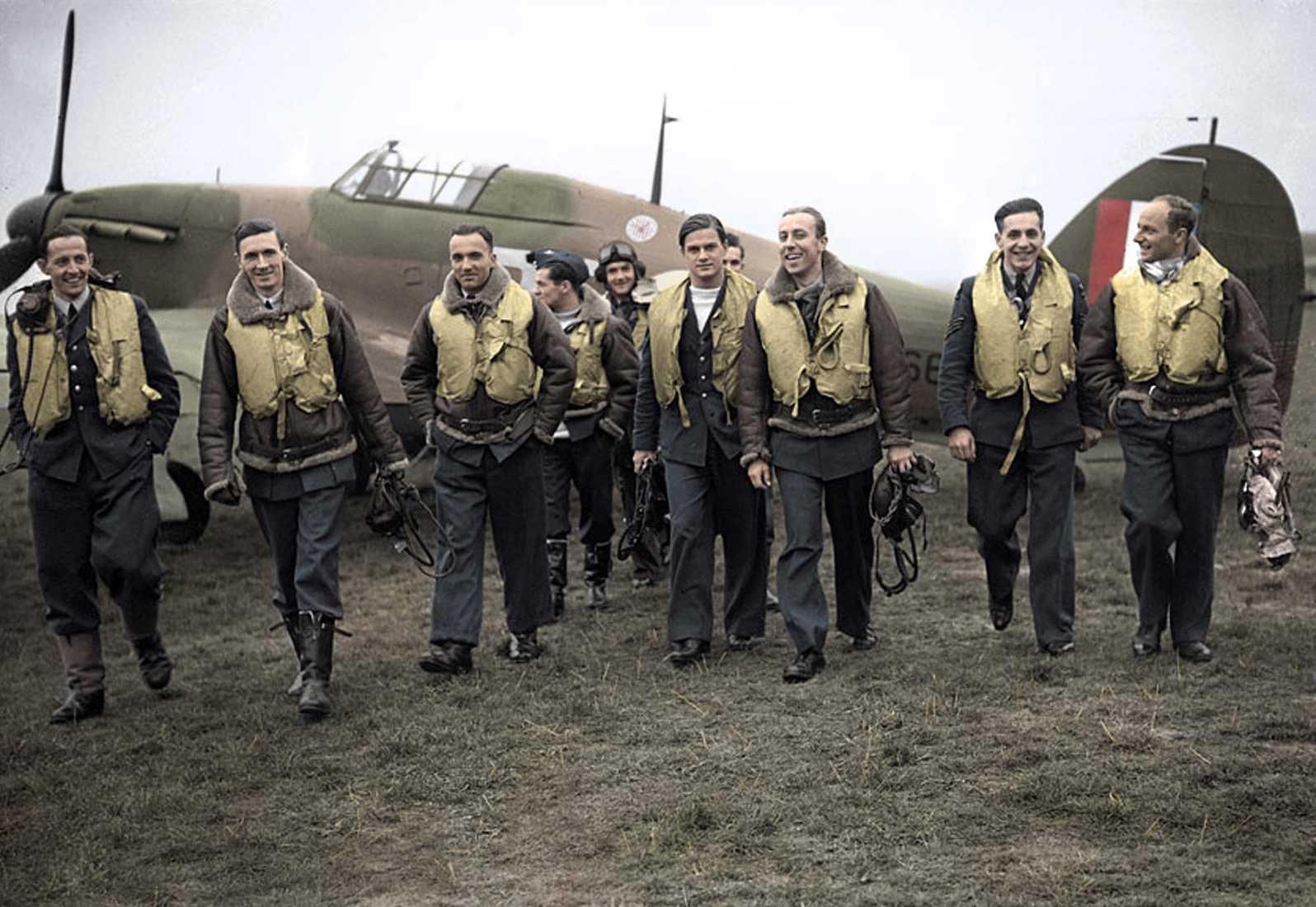

افتتح المسرح الأوروبي في الحرب العالمية الثانية مع الغزو الألماني لبولندا يوم الجمعة 1 سبتمبر 1939، وتبعه الغزو السوفيتي لبولندا في 17 سبتمبر 1939. هُزم الجيش البولندي بعد حوالي شهر من القتال. لم تستسلم بولندا رسميًا أبدًا. بعد اجتياح بولندا، أنشئت حكومة في المنفى (مقرها بريطانيا)، وقوات مسلحة، وجهاز مخابرات خارج بولندا. ساهمت هذه المؤسسات في جهود الحلفاء طوال فترة الحرب. أعيد إنشاء الجيش البولندي في الغرب، وكذلك في الشرق (بعد الغزو الألماني للاتحاد السوفياتي).
قدم البولنديون مساهمات كبيرة في جهود الحلفاء طوال الحرب، وقاتلوا في البر والبحر والجو. كان من الجدير بالذكر خدمة سلاح الجو البولندي، لا في انتصار الحلفاء في معركة بريطانيا فحسب، بل أيضًا في الحرب الجوية اللاحقة. كانت القوات البرية البولندية موجودة في حملة شمال أفريقيا (حصار طبرق)، الحملة الإيطالية (بما في ذلك الاستيلاء على تلة الدير في معركة مونتي كاسينو)، وفي المعارك التي أعقبت غزو فرنسا (معركة جيب فالايس، وانخفاض لواء المظلة المحمولة جواً خلال عملية حديقة السوق، وانقسام واحد في غزو الحلفاء الغربيين لألمانيا). شاركت القوات البولندية في الشرق، التي تقاتل إلى جانب الجيش الأحمر تحت القيادة السوفيتية، في الهجمات السوفيتية عبر روسيا البيضاء وأوكرانيا إلى بولندا، وعبر فيستولا ونحو أودر ثم إلى برلين. كانت بعض المساهمات البولندية أقل وضوحًا، وأبرزها ما قبل الحرب وفك رموز رموز آلة الألغاز الألمانية من قبل علماء التشفير ماريان ريجيفسكي وزملائه. أثبتت شبكة المخابرات البولندية أيضًا أنها ذات قيمة كبيرة لمخابرات الحلفاء. يمكن اعتبار القوات البولندية ككل رابع أكبر جيش متحالف في أوروبا، بعد الاتحاد السوفياتي والولايات المتحدة وبريطانيا.

## غزو بولندا

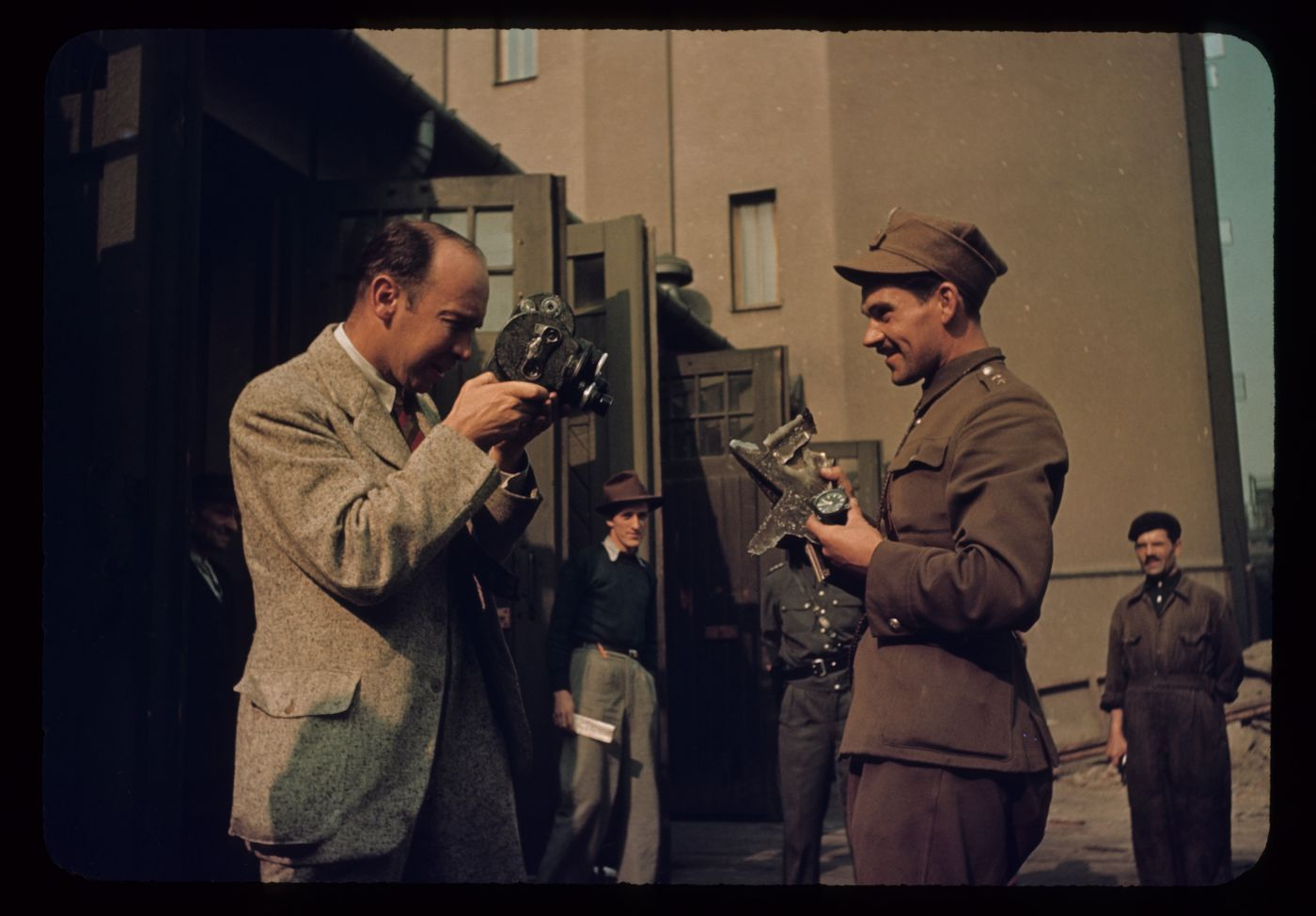
الجيش البولندي في وارسو 1939

شكل غزو بولندا من قبل القوات العسكرية لألمانيا النازية بداية الحرب العالمية الثانية في أوروبا. غزا السوفييت بولندا في 17 سبتمبر غزا سلوفاكيا الحلفاء الألمان أيضًا.
تماشيًا مع شروط البروتوكول الإضافي السري لاتفاقية مولوتوف ريبنتروب، أبلغت ألمانيا الاتحاد السوفياتي أن قواتها تقترب من منطقة المصالح السوفيتية في بولندا، ومن ثم حثت الاتحاد السوفياتي على الانتقال إلى منطقته. تفاجأ السوفييت بسرعة التقدم الألماني إذ توقعوا أن يكون لديهم عدة أسابيع للاستعداد للغزو بدلًا من مجرد أيام قليلة، لذا وعدوا بالتحرك بأسرع ما يمكن. في 17 سبتمبر، غزا السوفييت شرق بولندا، ما أجبر الحكومة والجيش البولنديين على التخلي عن خططهم للدفاع طويل الأمد في منطقة الجسر الروماني. استسلمت آخر وحدات الجيش البولندي المتبقية في أوائل أكتوبر.
وفقًا لالتزاماتها بموجب المعاهدة، أعلنت المملكة المتحدة وفرنسا الحرب على ألمانيا في 3 سبتمبر. راهن هتلر، بشكل غير صحيح، على أن فرنسا وبريطانيا ستسمحان له بضم أجزاء من بولندا دون رد فعل عسكري. بدأت الحملة في 1 سبتمبر 1939، بعد أسبوع واحد من توقيع ميثاق مولوتوف ريبنتروب الذي يحتوي على بروتوكول سري لتقسيم شمال أوروبا ووسطها إلى مناطق نفوذ ألمانية وسوفيتية. انتهى الغزو في 6 أكتوبر 1939، مع احتلال ألمانيا والاتحاد السوفيتي لكامل بولندا.
شملت الخسائر الألمانية ما يقرب من 16 ألف قتيل في الميدان، وإصابة 28 ألف، وفقدان 3500 شخص، وأكثر من 200 طائرة، و30% من مركباتهم المدرعة. كان عدد الضحايا البولنديين حوالي 66 ألف قتيل و694 ألفًا وقعوا في الأسر.
بلغت الخسائر الألمانية خلال الحملة البولندية 50% من جميع الضحايا الذين سيعانون حتى غزوهم لاتحاد الجمهوريات الاشتراكية السوفياتية عام 1941، والحملة التي استمرت حوالي شهر استهلكت ثمانية شهور من الإمدادات.

## مساعدة اليهود
كان هناك مجموعة كبيرة من البولنديين الذين خاطروا بحياتهم خلال الاحتلال الألماني لإنقاذ اليهود. كانت بولندا التي تحتلها ألمانيا الإقليمَ الأوروبي الوحيد، حيث فرض الألمان عقوبةً على أي نوع من المساعدة لليهود بالموت لمن يُساعِد بالإضافة إلى عائلته بأكملها. ومع ذلك، كانت بولندا أيضًا الدولة الوحيدة التي تحتلها ألمانيا والتي أنشأت منظمة خاصة لمساعدة اليهود. معروفة بالاسم المشفر زيغوتا، وقدمت الطعام والمأوى والرعاية الطبية والمال ووثائق مزورة لليهود. جاءت معظم أموال المنظمة مباشرةً من الحكومة البولندية في المنفى في بريطانيا العظمى.
أنقذ البولنديون غير المرتبطين بالمنظمة معظمَ اليهود الذين نجوا من الاحتلال الألماني لبولندا. تتراوح تقديرات الناجين اليهود في بولندا من 40-50 ألف إلى 100-120 ألف. يقدر العلماء أن الأمر استغرق عمل عشرة بولنديين لإنقاذ حياة يهودي واحد. من بين الأفراد الذين حصلوا على أوسمة الصالحين بين الأمم (التي قدمتها دولة إسرائيل لغير اليهود الذين أنقذوا اليهود من الإبادة خلال المحرقة)، فإن عدد المواطنين البولنديين هو الأكبر. هناك 6,339 رجل وامرأة بولنديين معترف بهم على أنهم صالحون حتى يومنا هذا، وهو ما يمثل أكثر من 25 بالمئة من إجمالي عدد الألقاب الفخرية التي مُنحت بالفعل والبالغ عددها 22,765.

## المقاومة البولندية
كانت قوة المقاومة الرئيسية في بولندا التي تحتلها ألمانيا هي (جيش الوطن). قالت قيادة جيش الوطن إنها تضم 400 ألف عضو مُقسِم، شارك جزء صغير جدًا منهم شارك في الحرب الوطنية؛ إذ بلغت نسبة المشاركة 1% في عام 1943 وفي عام 1944 ربما 5-10%. طوال معظم فترة الحرب، كان جيش الوطن أحد أكبر ثلاث حركات مقاومة في الحرب. نسق جيش الوطن عملياته مع الحكومة البولندية المنفية في لندن وتركز نشاطه على التخريب والتحويل وجمع المعلومات الاستخبارية. كان نشاط الجيش القتالي متدنيًا حتى عام 1943 إذ كان يتجنب الحرب الانتحارية واحتفظ بموارده المحدودة جدًا للصراعات اللاحقة التي زادت بشكل حاد عندما بدأت آلة الحرب النازية بالانهيار في أعقاب نجاحات الجيش الأحمر في الجبهة الشرقية. بدأ جيش الوطن في ذلك الوقت انتفاضةً على الصعيد الوطني (عملية العاصفة) ضد القوات النازية. قبل ذلك، نفذت وحدات جيش الوطن الآلاف من الغارات، والعمليات الاستخبارية، وقصفت مئات شحنات المتجهة على السكك الحديدية، وشاركت في العديد من الاشتباكات والمعارك مع الشرطة الألمانية ووحدات الفيرماخت ونفذت عشرات الآلاف من أعمال التخريب ضد الصناعة الألمانية. نفذت أيضًا وحدات جيش الوطن عمليات انتقامية لاغتيال مسؤولي الغستابو المسؤولين عن الإرهاب النازي. بعد الهجوم الألماني عام 1941 على اتحاد الجمهوريات الاشتراكية السوفياتية، ساعد جيش الوطن في المجهود الحربي للاتحاد السوفياتي من خلال تخريب التقدم الألماني في الأراضي السوفيتية، وقدم معلومات استخبارية حول انتشار القوات الألمانية وتحركها. بعد عام 1943، زاد نشاط جيش الوطن القتالي المباشر بشكل حاد. بلغ متوسط الخسائر الألمانية في مواجهة الوطنيين البولنديين 850-1700 جندي في الشهر في أوائل عام 1944 مقارنة بنحو 250-320 جنديًا في الشهر في عام 1942.
إضافةً إلى جيش الوطن، كان هناك قوة مقاومة متطرفة تحت أرضية تسمى نارودوي سيي زبروجني (القوات المسلحة الوطنية)، وتملك موقفًا شديد المناهضة للشيوعية. شاركت هذه القوة في قتال الوحدات الألمانية، وفازت بالعديد من المناوشات. من عام 1943 فصاعدًا، شاركت بعض الوحدات في محاربة حركة المقاومة الشيوعية غوارديا لودوفيا. اعتبارًا من عام 1944، كان يُنظر إلى الجيش الأحمر المتقدم أيضًا على أنه قوة احتلال أجنبية، ما أثار مناوشات مع السوفييت وكذلك مع أنصار السوفييت المدعومين. في الجزء الأخير من الحرب، عندما بدأ حلفاء السوفييت بمهاجمة الوطنيين البولنديين والمتعاطفين والمدنيين، كانت جميع التشكيلات البولندية غير الشيوعية (إلى حد متزايد) متورطة في أعمال ضد السوفييت.